# 357 Ninina
Ninina (asteroide 357) é um asteroide da cintura principal com um diâmetro de 106,1 quilómetros, a 2,9241553 UA. Possui uma excentricidade de 0,0727031 e um período orbital de 2 045,33 dias (5,6 anos).
Ninina tem uma velocidade orbital média de 16,77265888 km/s e uma inclinação de 15,07374º.
Esse asteroide foi descoberto em 11 de Fevereiro de 1893 por Auguste Charlois.